# باکارا (گروه موسیقی)
باکارا (Baccara) یک زوج خواننده زن است که در سال ۱۹۷۷ توسط هنرمندان اسپانیایی میت ماتیوس (متولد ۷ فوریه ۱۹۵۱ در لگرنیو) و ماریا مندیولا (متولد ۴ آوریل ۱۹۵۲ در مادرید) تشکیل شد. این زوج با نخستین تک آهنگ خود «بله جناب، می‌تونم بوگی برقصم» به سرعت به موفقیت جهانی دست یافتند، به طوری که در بسیاری از مناطق اروپا این آهنگ به رتبه یک جدول‌های موسیقی رسید و با فروش بیش از ۱۸ میلیون نسخه، به یکی از پرفروش‌ترین آهنگ‌های تاریخ در تمام گروه‌های زنانه تبدیل شد.